# フアナ・エンリケス
フアナ・エンリケス（Juana Enríquez, 1425年 - 1468年2月13日）は、アラゴン王フアン2世の王妃で2度目の妻。父はカスティーリャの貴族でエンリケ2世王の弟ファドリケ・アルフォンソの子孫であるメルバ伯およびルエダ伯ファドリケ・エンリケス、母はマリアナ・デ・コルドバである。
1444年にフアンと結婚し、1男1女をもうけた。
- フェルナンド2世（1452年 - 1516年） - アラゴン王
- フアナ（1454年 - 1517年） - ナポリ王フェルディナンド1世の妃

フアンは1441年に先妻であるナバラ女王ブランカ1世を亡くしていた。この最初の結婚によってフアンもナバラ王となっていたが、ブランカの死後に嫡子であるビアナ公カルロスが継ぐべき王位を譲ろうとせず、父子の対立からナバラでは内乱となった。後妻であるフアナ・エンリケスが新たな息子フェルナンドを生んだことで、対立はいっそう激しくなった。
1468年、夫に先立って死去した。